# High School Musical: The Musical: The Series (trilha sonora)
High School Musical: The Musical: The Series: The Soundtrack é o álbum da trilha sonora da primeira temporada da série de streaming High School Musical: The Musical: The Series, que foi lançada em 10 de janeiro de 2020 pela Walt Disney Records. O programa em si foi distribuído pela primeira vez no serviço de streaming Disney+ em 12 de novembro de 2019; após uma pré-transmissão simultânea no ABC, Disney Channel e Freeform em 8 de novembro de 2019.
A trilha sonora da série apresenta novas canções e interpretações de canções do filme original High School Musical.

## Antecedentes e composição
O criador da série Tim Federle originalmente lançou High School Musical: The Musical: The Series para o Disney+ com a ideia de desenvolver canções originais para complementar o catálogo anterior da franquia. A primeira temporada contém dez canções originais, com uma nova peça musical apresentada em cada episódio.

### Composição
A trilha sonora apresenta novas gravações de canções do filme original High School Musical; "Start of Something New", "What I've Been Looking For", "Breaking Free", "Stick to the Status Quo", "Bop to the Top", "When There Was Me and You" e "We're All in This Together". As canções foram "renovadas" para a série. Steve Vincent, que trabalhou nos filmes originais, atuou como supervisor musical da série e contratou vários compositores para escrever novas músicas. Ele também recebeu inscrições de compositores de Los Angeles. O membro do elenco Olivia Rodrigo escreveu uma canção original para a série, "All I Want"; e co-escreveu "Just for a Moment" com Joshua Bassett e o produtor musical Dan Book.
Lucas Grabeel, que interpretou Ryan Evans nos filmes originais, aparece como artista na canção "Role of a Lifetime" ao lado do membro do elenco Kate Reinders. Federle confirmou que um membro do elenco do filme original faria uma participação especial na série por meio de uma sequência de fantasia.
Kelly Lawler do USA Today sugeriu que as canções originais ecoassem "música pop de alta energia de 2019", referindo-se a "I Think I Kinda, You Know" e "Wondering".

### Músicas e conteúdo lírico
A canção "I Think I Kinda, You Know" detalha a relação entre os personagens Nini e Ricky. Rodrigo elaborou, "foi a música que Nini tocou para Ricky antes de eles se separarem." "Wondering" é um dueto de piano tocado em série por Nini e Ashlyn, escrito para potencialmente ser incluído em sua versão do musical. As letras se relacionam ao envolvimento romântico de Nini com Ricky e E.J.  "Born to Be Brave" é descrita como uma faixa "poderosa" semelhante a "We're All in This Together" do filme original. "A Billion Sorrys" é uma canção escrita por E.J. na série como um pedido de desculpas a Nini por roubar seu telefone e ler suas mensagens.

## Promoção

### Lançamento
A primeira música da trilha sonora, "The Medley, The Mashup", foi lançada como single em 1 de novembro de 2019, com um videoclipe na conta do DisneyMusicVEVO no YouTube. A faixa é apresentada como um mashup das canções do filme original.
As encomendas da trilha sonora foram abertas em 8 de novembro de 2019. Na preparação para o lançamento do álbum, faixas selecionadas foram disponibilizadas semanalmente para correlacionar com os episódios sendo distribuídos. Após a pré-transmissão da série, as canções "I Think I Kinda, You Know" (Duet) e "Start of Something New" (Versão Nini) foram lançadas. Em 12 de novembro, "Wondering" foi lançado ao mesmo tempo que a estréia do programa no Disney+. Isso foi seguido por "A Billion Sorrys", que foi adicionado ao pré-lançamento em 19 de novembro, e o lançamento de "What I've Been Looking For" (Versão Nini & EJ) e "All I Want" em 26 de novembro. "Born to Be Brave" foi disponibilizado em 3 de dezembro, seguido por "When There was Me and You" (Versão Ricky) e "Truth, Justice and Songs in Our Key" em 10 de dezembro, e "Out of the Old" em 17 de dezembro. Em 24 de dezembro, "Role of a Lifetime" foi lançado, enquanto "Just for a Moment" e as versões performáticas de "Get'cha Head in the Game" e "Stick to the Status Quo" foram adicionadas à trilha sonora em 31 de dezembro.

### Performances ao vivo
O elenco de High School Musical: The Musical: The Series apresentou "Start of Something New" e "We All in This Together" na D23 Expo em 23 de agosto de 2019 e no Good Morning America em 8 de novembro de 2019.

### Recepção
Megan Vick do TV Guide elogiou as habilidades vocais de Rodrigo e Julia Lester na música "Wondering".

### Lista de faixas
| Lista de faixas de High School Musical: The Musical: The Series |                                                          |                                                                        |                                                        |         |  |
| N.º                                                             | Título                                                   | Compositor(es)                                                         | Artista(s)                                             | Duração |  |
| 1.                                                              | "I Think I Kinda, You Know" (Versão Nini)                | Michael Weiner Alan Zachary                                            | Olivia Rodrigo                                         | 1:16    |  |
| 2.                                                              | "Start of Something New" (Versão Nini)                   | Matthew Gerrard Robbie Nevil                                           | Rodrigo                                                | 1:41    |  |
| 3.                                                              | "I Think I Kinda, You Know" (Versão Ricky)               | Weiner Zachary                                                         | Joshua Bassett                                         | 1:57    |  |
| 4.                                                              | "Start of Something New" (Versão E.J)                    | Gerrard Nevil                                                          | Matt Cornett                                           | 0:36    |  |
| 5.                                                              | "Start of Something New" (Versão Gina)                   | Gerrard Nevil                                                          | Sofia Wylie                                            | 1:18    |  |
| 6.                                                              | "I Think I Kinda, You Know" (Duet)                       | Weiner Zachary                                                         | Rodrigo Bassett                                        | 2:52    |  |
| 7.                                                              | "Wondering"                                              | Josh Cumbee Jordan Powers                                              | Rodrigo Julia Lester                                   | 3:45    |  |
| 8.                                                              | "Wondering" (Versão Piano Ashlyn & Nini)                 | Cumbee Powers                                                          | Rodrigo Lester                                         | 2:30    |  |
| 9.                                                              | "Stick to the Status Quo" (Ensaio)                       | David Lawrence Faye Greenberg                                          | Elenco de High School Musical: The Musical: The Series | 0:43    |  |
| 10.                                                             | "A Billion Sorrys"                                       | Jeannie Lurie Gabriel Mann                                             | Cornett                                                | 1:48    |  |
| 11.                                                             | "What I've Been Looking For" (Versão Nini & E.J.)        | Andy Dodd Adam Watts                                                   | Rodrigo Cornett                                        | 2:05    |  |
| 12.                                                             | "All I Want"                                             | Rodrigo                                                                | Rodrigo                                                | 2:57    |  |
| 13.                                                             | "Bop to the Top" (Versão Nini & Kourtney)                | Randy Petersen Kevin Quinn                                             | Rodrigo Dara Reneé                                     | 0:35    |  |
| 14.                                                             | "Born to Be Brave"                                       | Tova Litvin Doug Rockwell                                              | Elenco de High School Musical: The Musical: The Series | 3:09    |  |
| 15.                                                             | "When There Was Me and You" (Versão Ricky)               | Jamie Houston                                                          | Bassett                                                | 1:38    |  |
| 16.                                                             | "Truth, Justice and Songs in Our Key"                    | Lurie Mann                                                             | Elenco de High School Musical: The Musical: The Series | 2:17    |  |
| 17.                                                             | "Out of the Old"                                         | Cumbee Powers                                                          | Rodrigo                                                | 2:48    |  |
| 18.                                                             | "Role of a Lifetime" (com participação de Lucas Grabeel) | Lurie Mann                                                             | Kate Reinders Lucas Grabeel                            | 3:07    |  |
| 19.                                                             | "Get'cha Head in the Game"                               | Raymond Cham Greg Cham Andrew Seeley                                   | Elenco de High School Musical: The Musical: The Series | 2:21    |  |
| 20.                                                             | "Stick to the Status Quo" (Performance)                  | Lawrence Greenberg                                                     | Elenco de High School Musical: The Musical: The Series | 1:57    |  |
| 21.                                                             | "Just for a Moment"                                      | Bassett Dan Book Rodrigo [ 6 ]                                         | Rodrigo Bassett                                        | 3:17    |  |
| 22.                                                             | "Breaking Free" (Versão Nini, Ricky & E.J.)              | Houston                                                                | Rodrigo Bassett Cornett                                | 2:37    |  |
| 23.                                                             | "We're All in This Together"                             | Gerrard Nevil                                                          | Elenco de High School Musical: The Musical: The Series | 3:52    |  |
| 24.                                                             | "We're All in This Together" (Curtain Call)              | Gerrard Nevil                                                          | Elenco de High School Musical: The Musical: The Series | 2:26    |  |
| 25.                                                             | "I Think I Kinda, You Know" (Versão de Vídeo Acústico)   | Weiner Zachary                                                         | Elenco de High School Musical: The Musical: The Series | 2:48    |  |
| 26.                                                             | "Wondering" (Versão de Vídeo Acústico)                   | Cumbee Powers                                                          | Elenco de High School Musical: The Musical: The Series | 3:42    |  |
| 27.                                                             | "Born to Be Brave" (Versão de Vídeo Acústico)            | Litvin Rockwell                                                        | Elenco de High School Musical: The Musical: The Series | 3:24    |  |
| 28.                                                             | "We're All in This Together" (Versão de Vídeo Acústico)  | Gerrard Nevil                                                          | Elenco de High School Musical: The Musical: The Series | 3:51    |  |
| 29.                                                             | "The Medley, The Mashup"                                 | Raymond Cham Greg Cham Gerrard Greenberg Houston Lawrence Nevil Seeley | Elenco de High School Musical: The Musical: The Series | 2:57    |  |
| 30.                                                             | "We're All in This Together" (Wildcat Chant)             | Gerrard Nevil                                                          | Elenco de High School Musical: The Musical: The Series | 0:35    |  |
| 31.                                                             | "Bop to the Top" (Instrumental)                          | Petersen Quinn                                                         | (Instrumental)                                         | 1:36    |  |
| 32.                                                             | "Stick to the Status Quo" (Instrumental)                 | Lawrence Greenberg                                                     | (Instrumental)                                         | 0:33    |  |
| 33.                                                             | "I Think I Kinda, You Know" (Instrumental)               | Weiner Zachary                                                         | (Instrumental)                                         | 2:52    |  |
| 34.                                                             | "Wondering" (Instrumental)                               | Cumbee Powers                                                          | (Instrumental)                                         | 3:44    |  |
| 35.                                                             | "A Billion Sorrys" (Instrumental)                        | Jeannie Lurie Gabriel Mann                                             | (Instrumental)                                         | 1:48    |  |
| 36.                                                             | "All I Want" (Instrumental)                              | Rodrigo                                                                | (Instrumental)                                         | 2:56    |  |
| 37.                                                             | "Born to Be Brave" (Instrumental)                        | Litvin Rockwell                                                        | (Instrumental)                                         | 3:09    |  |
| 38.                                                             | "Truth, Justice and Songs in Our Key" (Instrumental)     | Lurie Mann                                                             | (Instrumental)                                         | 2:16    |  |
| 39.                                                             | "Out of the Old" (Instrumental)                          | Cumbee Powers                                                          | (Instrumental)                                         | 2:48    |  |
| 40.                                                             | "Role of a Lifetime" (Instrumental)                      | Lurie Mann                                                             | (Instrumental)                                         | 3:07    |  |
| 41.                                                             | "Just for a Moment" (Instrumental)                       | Bassett Dan Book Rodrigo [ 6 ]                                         | (Instrumental)                                         | 3:18    |  |
| Duração total:                                                  | Duração total:                                           | Duração total:                                                         | Duração total:                                         | 1:38:51 |  |

## Charts
| Chart (2020)                                 | Melhor posição |
| -------------------------------------------- | -------------- |
| Austrália (Australian Digital Albums) (ARIA) | 22             |
| Canadá (Canadian Albums Chart) (Billboard)   | 38             |
| Estados Unidos (Billboard 200)               | 31             |

### Singles
"All I Want" apareceu em 80 no gráfico de streaming diário do Spotify nos EUA em 5 de janeiro de 2020, creditado com 307.449 reproduções. A faixa também alcançou a posição 35 na parada de download do iTunes dos EUA e ganhou popularidade por meio do aplicativo TikTok. Ele alcançou o número 11 na Billboard Emerging Artists, número 48 na 'Digital Song Sales e o número 18 na Bubbling Under Hot 100. Após o sucesso inicial, a canção fez sua estreia na parada Billboard Hot 100 dos Estados Unidos no número 90, e no do Canadá no número 83 em janeiro. A música recebeceu certificado de Ouro nos Estados Unidos em maio de 2020.